# Omar Néstor De Nápoli
Omar Néstor De Nápoli (San Antonio Oeste, 19 de junio de 1927-Avellaneda, 5 de agosto de 2013) fue un escritor, ensayista y contador público argentino.

## Vida
Nació en San Antonio Oeste (ex-gobernación, hoy provincia de Río Negro) el 19 de junio de 1927; vivió en la Ciudad Autónoma de Buenos Aires), en Laguna Paiva, en Esperanza (Dto. Colonias, provincia de Santa Fe) y en la ciudad capital Santa Fe. Desde 1956 residió en Avellaneda (provincia de Buenos Aires) con intermitencia de viajes a Rojas, y a Cariló (Pdo. de Pinamar).

## Estudios
Primaria, en San Antonio Oeste, Capital Federal, Esperanza, Ciudad de Santa Fe y allí mismo, la media en la Escuela Nacional de Comercio "Domingo G.Silva".
Universitarios, en la Facultad de Ciencias Económicas (UBA) y Facultad de Ciencias Políticas (U.del S.) Economía Política en el Henry George School of Social Science de New York (USA).
Cursos en Escuela de Esperanto; Sociedad Argentina de Apicultura, Instituto Superior de Enseñanza Tributaria y de Bibliotecología en Sociedad Popular de Educación - Avellaneda -1969-.
Facultad de Belgrano (Bs.As.) curso de "Seminario Soledad e Incomunicación en la novela argentina" (julio de 1986).
Centro de Arte y Comunicación (CAYC)-Capital Federal: Ciclo Encuentros Literarios-1987.
Universidad de Buenos Aires- Sede Avellaneda-: Taller de lectura y escritura-años 1988-89-90
Secretaría de Cultura de Avellaneda, Bs. As.
Seminario del Museo Mitre "El Laboratorio del investigador"-1994.

## Participaciones
Participación en entidades de bien público y en comisiones directivas de la Sociedad Argentina de Escritores (S.A.D.E.) de la Seccional Surbonaerense y Delegación Avellaneda -1984/1992-; en C.D. de S.A.D.E. Central y Secretario del Consejo Federal Consultivo de la misma entidad (1992/1994).
Coordinador de Talleres Narrativos de Cuento durante más de diez años, en Delegación Avellaneda de S.A.D.E. y Círculo Universitario; Instituto de Educación Cooperativa del ex-Hogar Obrero; Centro Cultural de Wilde; Secretaría de Cultura y Extensión Universitaria de la Facultad Regional de Avellaneda (U.T.N.), y en domicilios privados.
Críticas a pintores capitalinos y provinciales en catálogos y diarios, e intervención en Salones de Poemas Ilustrados (Ateneo Popular de la Boca -1977-78-79) con el plástico Oscar Octavio Barrovecchio (i.m.), asimismo, ilustrador de tapa de algunos libros del autor.
Publicaciones de notas y cuentos en revistas y periódicos del país. Revista del Estudiante, n.º 37- p. 23- (poesía, mayo de 1945 -Ciudad de Santa Fe-); El empleado marítimo, n.º 4- p. 6 (nota sobre Pedro B.Palacios-Almafuerte-julio 1956-Cap.Federal-); Oleaje, n.º 1 (nota "Despierta el astro dormido", últ. p.-junio 1956) Oleaje n.º 5, p. 22 (cuento "El medallón de oro"-octubre 1956 -Cap.Fed.-) Vuelo n.º 46, p. 9 (cuento "Amargo destino"-agosto 1956-) y n.º 48, p. 8 (relato "Tuxtla"-enero 1957 -Avellaneda-); periódico Nueva Vida nª 1478- 2.ª época-(nota "La esperanza de un inmortal"-diciembre 1958 -Avellaneda-) Semanario Reflejos, n.º 2345 (nota sobre el pintor Oscar Barrovecchio-agosto 1978-Villa Ballester- Bs.As.) Coyuyo n.º 4, p. 24 (cuento "Un mal entendido"-mayo de 1981-Andalgalá-Catamarca-R.Arg.) Amaru n.º 17, p. s/n (cuento "¡Ese viejo piano!"-noviembre de 1983) y n.º 18, últ. p. (nota sobre un libro de Nilda Costa- octubre de 1984); Ateneo n.º 61( cuento "El casamiento"-diciembre de 1986 -Lanús-Bs.As.); Clepsida, n.º 23 y 26 (años 1989/90-cuentos y ensayos-) y notas en boletines de la SADE Surbonaerense, de la Delegación Avellaneda y de Lanús -Bs.As- años 1984/94). Cuentos y ensayos en Revista La Paloma n.º 2, p. 14;  n.º 4, p. 8- años 1998/99; n.º 7- p. 7-oct/2004- (Avellaneda) Vuelo (2.ª etapa) y en Revista Beatrizos (Ciudad.A.de Bs.As.); ”La  Fuerza de la Pluma”- Rev.SADE  Avellaneda; notas y cuentos varios, en La Ciudad y La Calle, de Avellaneda- Bs.As-, El Pionero (Pinamar), Cariló Magazine (Cariló) (asimismo, con Palabras Cruzadas), El Mes, El Diario o El Nuevo diario rojense (también, con palabras cruzadas y novelas por capítulos) y La Voz de Rojas (Rojas, Bs.As.) con ese diario, colaboró también en el Suplemento Cultural "Tiempo Perdido" (n.º 1 al 120) y, "Tiempo Perdido" por la Web desde el 1º octubre de 2000 al 31 de julio de 2001 (n.º 121 al 129).

## Jurado en Certámenes Literarios de Cuentos
- Delegación SADE Lanús -mayo de 1989, con Mabel Pagano
- Subsecretaría de Cultura de Lanús -octubre de 1992-, con Mabel Pagano y Jorge Talbot.
- Asociación Médica de Avellaneda -1994-95-96-97-98-, con Susana Aguirre y  Dr.Juan J.García Pérez.
- Biblioteca Popular Las Toninas (Costa Atlántica), diciembre de 1997, con Stella Maris Castro y Oscar González.
- Secretaria de Cultura de Avellaneda, noviembre de 1999, con Jorge González y Raúl Tosso.
- Sociedad Argentina de Escritores (SADE), octubre de 2008, con Susana Aguirre y Margarita Muñoz
- Sociedad Argentina de Escritores (SADE), octubre de 2009, con Susana Aguirre y Antonio González
- Sociedad Argentina de Escritores (SADE)- noviembre de 2010- con Raquel Vàzquez y Fernanda Vigliorolo

## Premios en concursos de cuentos nacionales y provinciales
- 2º premio -Gente de Arte de Avellaneda-agosto 1956
- Mención Especial -Peña El Lobo Estepario-Cap.Federal-mayo 1958
- 1º premio -Amaru El monje-Lanús Bs.As.-julio de 1982
- 3º premio -Casa de la Cultura de Hurlingham-Bs.As.-noviembre de 1982
- Mención de Honor -Aniversario Partido 3 de febrero- Bs.As.- octubre de 1983
- Cuento preseleccionado Radio Municipal-1984.
- Estímulo Tierras Planas-Ceres (Santa Fe)-1993
- 1º premio Club de Letras-Bs.As.- Mar del Plata - 1996
- Diploma Certamen Pami, agosto de 1998
- 1º premio Certamen Nacional de las Letras Castellanas-periódico "Raíces Sociales"- diciembre de 2000
- Finalista - XIII Certamen Internacional “De los Cuatro Vientos”- Narradores Contemporáneos 2007.
- Distinción al “destacado escritor Omar Néstor De Nápoli”, por decreto 1097 de la Municipalidad de Avellaneda, con dos diplomas referentes “al aporte social y cultura de la comunidad” y estuche medallón de plata, grabado en ambas caras, “por su contribución al desarrollo cultural en el campo de las Letras”; acto en el Teatro Roma- 7 de abril de 2010 -Aniversario 158º de la fundación del Partido.
- Certificado Miembro- VII Congreso de Historia de Avellaneda- agosto de 2010-
- CD. grabado- Trabajos Congreso Historia- Feria del Libro de Avellaneda- octubre de 2010-
- Medalla- Escritor de Avellaneda- Feria del Libro Avellaneda- octubre de 2020
- Diploma de Honor – Certamen de cuentos- Biblioteca “Veladas de Estudio”- Piñeiro-Avellaneda- noviembre de 2010

## Obras inéditas sin terminar
- EL SOLAR DE LA D. (novela- 2005)
- LA GRAN CANTINA  (novela- 2006)
- EL SECRETO DE LA GRAN ESPERA (Cuentos- 2007)

## Obras inéditas terminadas
- PELIGROS DEL CONGO (novela juvenil -1944)
- AGE, LIBERTATE STEMBRI... UTERE (Notas 1955/56)
- EL LIBRO DE LAS VETAS VERDES (cuentos -1961)
- LA HORA DEL BÚHO (cuentos y relatos -2002)
- SONRISA DE PLATA- (novela-2º Edic. corregida y aumentada-2008)

## Obras editadas
- CATORCE EXPRESIONES - (setiembre 1979) -Editorial Ensayo cultural- Colaboración de siete   escritores: Mané Bernardo, Omar Néstor De Nápoli, Tito Martella, Julia Olivari, Enrique Pessolano, Roberto Polaccia, Olga Reni y de siete plásticos: Oscar Barrovecchio, José María Doval, Claudio Gorrochategui, Hugo Irureta, Clemente Lococo (h), Antonio Oriana y Alberto Rizzo.
- NÚMEROS -(noviembre de 1981)- Cuentos- Editorial Amaru
- CEREMONIAS AGITADAS -(abril de 1983)- Antología Editorial Amaru -cuento p. 5
- EL SONETO HISPANOAMERICANO -(septiembre de 1984)- Fdo. Edit. bonaerense - sonetos- p. 108/109
- CUENTOS DE VARIOS MUNDOS -(marzo de 1988)- Editorial Filofalsía-
- SONRISA DE PLATA -(novela -octubre de 1991) -RundiNuskin Editor-
- TRINIDAD -(novela -febrero de 1994-) -El Francotirador Ediciones-
- CUENTOS DE LA BREVEDAD -(abril de 1996) -Ediciones de la Costa
- TRES TRAMOS TRÉMULOS -(novelas cortas -noviembre de 1996)-Ediciones de la Costa
- PERSONAJES, EL MISTERIO Y OTROS -(ensayos-febrero de 1999) -Ediciones de la Costa
- LAS CONSIGNAS DE DAYÁN -(entremeses literarios -febrero de 1999) -Ediciones de la Costa
- DANZAS ENTRE EL BOSQUE Y LA PLAYA -(Cuentos y relatos- mayo de 2003) –Edic. de la Costa
- GREGORIO -(Adaptación teatral- abril de 2006) -Ediciones de la Costa.
- SOMBRAS EN LA ARENA- (novela- octubre de 2006) -Ediciones de la Costa
- POETAS Y NARRADORES CONTEMPORÁNEOS – (2007)-Editorial Cuatro Vientos-cuento p. 144
- ANTOLOGÍA DE POETAS DE AVELLANEDA- 2007- poesía p. 62- SADE Avellaneda
- EL TUBO DE ENSAYOS E INVESTIGACIONES- (julio de 2008)- Ediciones de la Costa
- ANDANZAS -viajes ficticios y verdaderos-  (agosto de 2009)- Ediciones de la Costa
- LAS VOCES DE LA MAREA - (novela-2011)- Ediciones de la Costa

Sus libros se encuentran en la Biblioteca Nacional, Biblioteca del Congreso, Archivo General de la Nación y en el registro de la Dirección Nacional del Derecho de Autor y diversas Bibliotecas e Instituciones. Inscriptos en el I.S.B.N. (International Standard Book Number).